# 中環及灣仔繞道
中環及灣仔繞道（英語：Central–Wan Chai Bypass），正確名稱為中環及灣仔繞道隧道（英語：Central–Wan Chai Bypass Tunnel），稱作中環灣仔繞道，簡稱中灣繞，是香港香港島一條地下行車專用繞道，也是第二條處於港島區內的行車隧道，位於中環及灣仔填海區內，於2010年1月29日動工，耗資360億港元，首階段於2019年1月20日通車，第二階段也於2019年2月24日通車，但工程項目預計要2020年底才能完成。繞道長約4.5公里，全線均為三線雙程分隔道路，繞過中環、灣仔、銅鑼灣、天后，在灣仔北設交匯處，另一面接通炮台山及北角。中環及灣仔繞道通車後成為香港4號幹線的一部份，取代干諾道中、夏慤道、告士打道及維園道，東西連接東區走廊及林士街天橋，在第二階段通車前，前往林士街天橋的行車線尚在興建，西行線只可前往中環，若前往西區必須先在中環交易廣場掉頭，或使用灣仔北出口經夏慤道才能前往西區，直到全線啟用後才能透過西行線最右的兩條行車線直上林士街天橋再前往西區，另外西行第二階段通車後的中環出口前300米改為虛線，方便駕駛者預早切線前往不同目的地。
中環及灣仔繞道在第二階段通車後預料可以紓緩香港島東西部4號幹線原有主要幹道干諾道中、夏慤道、告士打道、維園道和東區走廊多年來的交通擠塞情況；繞道接通中西區及東區的交通網絡，無需途經中環和灣仔，減少從西區海底隧道往來港島的使用者前往灣仔、銅鑼灣、北角及鰂魚涌等地區的時間，有望吸引車輛使用西隧過海，減輕紅磡海底隧道和東區海底隧道的負擔。經繞道從中環、上環前往北角及鰂魚涌，僅需5至10分鐘，較以往節省35至40分鐘。另外中環及灣仔繞道不單有助紓緩港島的交通，香港政府研究三隧分流方案期間，亦取決中環及灣仔繞道落成後的利用情況。繞道通車首工作天，雖繞道交通暢順，但林士街天橋往返中西區路段，基於指示不清，駕駛者未熟習，西行出口曾出現擠塞情況。

## 歷史

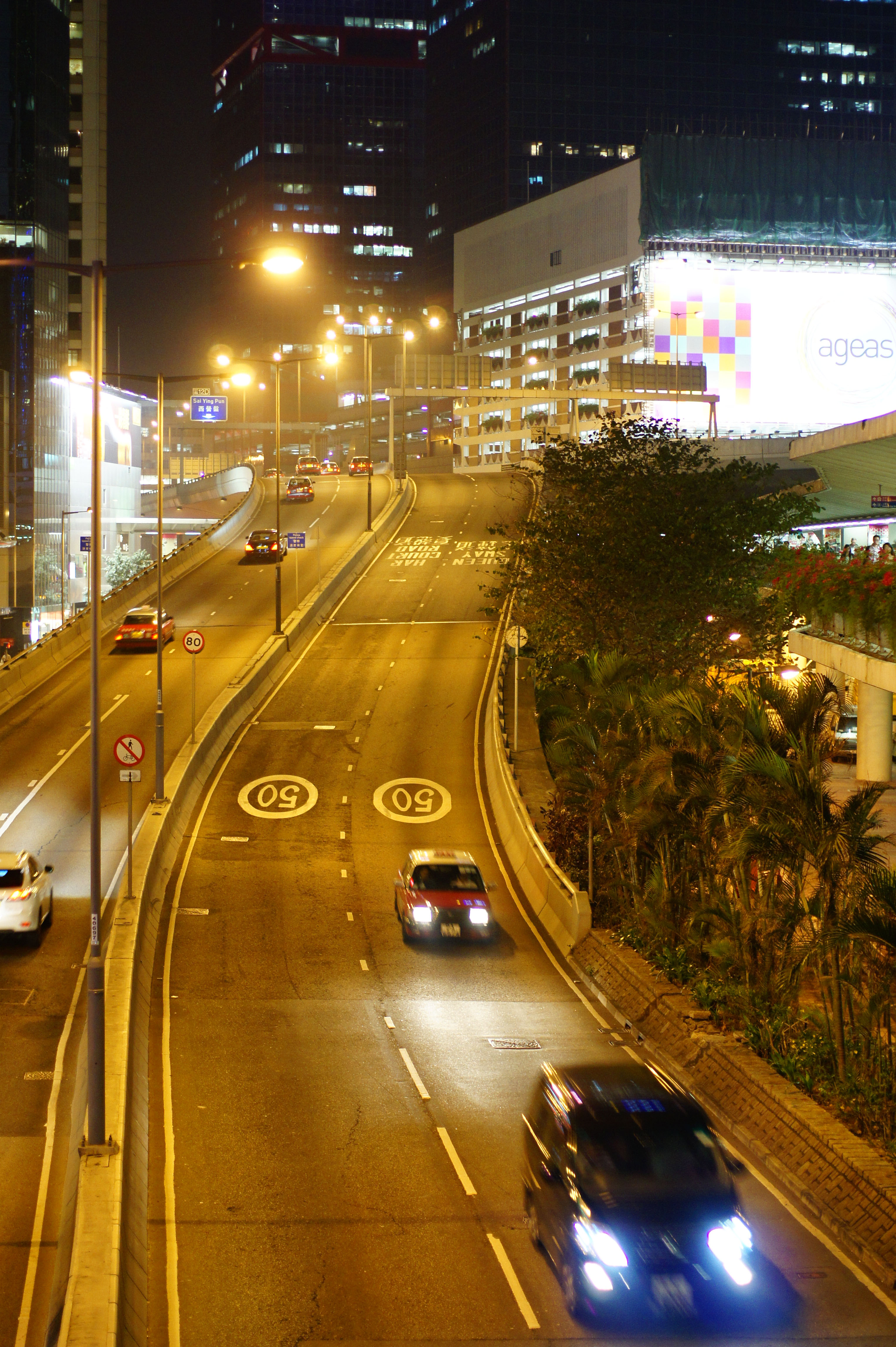
工程包括清拆圖中一段上環林士街天橋東行線落斜橋面

1990年代香港政府已提出興建中環灣仔繞道，當時預計造價為80億港元。在中環碼頭填海工程後，林士街天橋東行設有支路連接中環碼頭，為現時繞道的中環出入口預留空間。
2003年保護海港協會質疑中環灣仔繞道工程的填海面積過大，首次引用《保護海港條例》提出司法覆核，期間保護海港協會與香港政府在官司上多次交手而互有勝負，直到2005年終審法院裁定政府勝訴，容許政府在公眾利益下在維港範圍內填海。
根據2005年11月的方案，繞道採用全隧道設計，並分段興建。位於中環填海區內一段由上環林士街天橋連接灣仔的香港會議展覽中心的2.3公里雙程三線行車隧道及相關引道，將會獲得優先興建，耗資25億港元，預計於2009年落成通車。兩條0.7公里長連接東區走廊的隧道及相關高架車道則留待《灣仔發展計劃》細節落實後才有定案，預計最快於2017年通車。中環灣仔繞道的落成時間主要取決於《中環及灣仔填海計劃》的進度，最初定於2010年填海完成時落成通車，但是基於《中環及灣仔填海計劃》第3期的訴訟，影響了整項工程的時間。直至2008年，香港政府就工程的填海範圍諮詢公眾，爭議才告一段落。
2009年5月20日，行政長官會同行政會議授權展開中環灣仔繞道、《灣仔填海計劃》第2期填海及相關工程。
2010年1月29日，時任政務司司長唐英年和運輸及房屋局局長鄭汝樺主持動土儀式，中環灣仔繞道工程正式展開。唐英年指出中環及灣仔繞道是港島區策略性道路的最後一段路段。。2016年9月前，繞道官方中文名稱為「中環灣仔繞道」。2016年9月路政署為繞道項目出版工程刊物的第22期通訊，開始改稱為「中環及灣仔繞道」，英文名稱不變。
2019年1月6日通車前，舉行「公益金五十週年百萬行」步行活動，大約有二萬人參加。2019年1月19日早上11時，行政長官林鄭月娥在中環出口主持繞道通車儀式。
2019年1月20日早上8時，中環及灣仔繞道首階段通車，但因往林士街天橋的行車線尚在建造，因此前往西區必須先往中環交易廣場的掉頭位掉頭，才能前往西區，而中環及灣仔繞道只開放最左面的兩條行車線，只可以轉出民吉街前往中環，正因如此，到了下午4時及7時，中環及灣仔繞道隧道及林士街天橋堵車，因此運輸署呼籲前往西區要選擇舊路，通車後首個工作天有4條巴士線改走中環及灣仔繞道，分別是88X、720X、962C及969C，當中720X為全新開辦之路線。
2019年2月24日上午7時，中環及灣仔繞道第二階段通車，前往西區可選擇最右的兩條線直上林士街天橋，此外天橋出口前300米在繞道通車前仍是雙白線，但在第二階段通車後改為虛線，方便駕駛人士切線前往不同的目的地。
2019年4月7日，新巴路線18X往堅尼地城方向駛過東區走廊後，行車路線改為中環及灣仔繞道、龍景街及分域碼頭街，然後返回原有路線，沿途巴士站維持不變，為首條途經繞道的每天全日服務巴士路線。
2019年4月15日，新巴開辦33X線並行經中環及灣仔繞道。
2019年10月21日，九巴路線960B、960X及968X線改經中環及灣仔繞道。
2020年9月6日：新巴路線18X往筲箕灣方向於干諾道西後，改經干諾道中、中環 (港澳碼頭) 總站、干諾道中、民吉街、中環及灣仔繞道、東區走廊後行回原有路線，為首條途經繞道東行的每天全日服務巴士路線。
2020年12月28日，過海隧巴948E線開辦並行經中環及灣仔繞道，為首條雙向途經全段中環及灣仔繞道的巴士路線。
2021年4月26日，城巴開辦933、976及989線並行經中環及灣仔繞道。其中989線為第二條雙向途經全段中環及灣仔繞道的巴士路線。
2021年5月10日，新巴開辦988線並行經中環及灣仔繞道。
2022年5月3日，新巴開辦982C線並行經中環及灣仔繞道。
2022年8月8日，城巴開辦976A線並行經中環及灣仔繞道。
2022年10月3日，城巴開辦986線並行經中環及灣仔繞道。
2022年11月21日，城巴開辦955線並行經中環及灣仔繞道。
2023年2月13日，城巴A12線來回方向改經中環及灣仔繞道，為首條途來回經全段繞道的每天全日服務巴士路線。
2023年7月31日，城巴976線及976A線往西灣河方向繞經統一碼頭道、民吉街、民祥街及龍和道後才前往中環及灣仔繞道，為首條使用東行灣仔北入口的巴士路線。
2024年8月19日，城巴開辦987線並行經中環及灣仔繞道。
2024年10月29日，過海隧巴907D線開辦並行經中環及灣仔繞道。

## 路線

### 原設計
中環及灣仔繞道的原設計包括一條長2.3公里的五線行車隧道穿越中環新海濱、添馬艦及香港會議展覽中心，再返回地面道路及架空道路，最終連接東區走廊。

### 新路段
中環及灣仔繞道的新段為全長4.5公里，由上環的海港政府大樓以西的林士街天橋開始，在中環碼頭和國金中心對出設有中環交匯處，接著以3.7公里長的隧道先穿過中環及灣仔填海區，中途設有支路連接灣仔北出口，同時來自灣仔北的車輛亦可經支路進入繞道前往銅鑼灣、天后和炮台山，繞道其後再穿過红隧港島入口下方及銅鑼灣避風塘海床（即銅鑼灣世貿中心附近），西行方向則有支路供輕型車輛由銅鑼灣和天后駛入西行線。繞道到達炮台山近城市花園後上回地面，從而縮短上環、中環與北角一帶之間的行車時間，往來中上環至北角所需時間縮短至約5分鐘。這個部份包括中環灣仔繞道行政大樓，以交匯東區走廊結束。
路政署亦首次在行車隧道內安裝空氣淨化系統，在啟用時是全球同類應用系統中規模最大，由「靜電除塵器」及「二氧化氮過濾器」組成，通過風扇帶動隧道內廢氣輸送至系統過濾，其中前者收集可吸入懸浮粒子，後者以活性碳去除二氧化氮。估計系統每小時可處理540萬立方米汽車廢氣、消除80%可吸入懸浮粒子及二氧化氮並每年減少1.1萬噸二氧化碳。
繞道亦設多個的通風大樓和排風口，分別位於中環國際金融中心旁、灣仔香港會議展覽中心旁邊和銅鑼灣避風塘東防波堤盡頭。其中以銅鑼灣的排風口以「搖曳風帆」 為主題，晚上會發出金光。有關設計在2010年由公眾從三個方案中投票選出。

## 建造
中環及灣仔繞道和東區走廊連接路由路政署及土木工程拓展署負責執行，為協調兩個工程項目，兩署協議把位於同一位置的工程由同一承建商負責興建，工程於2010年1月29日正式展開。
2013年3月路政署與中國建築工程（香港）有限公司簽署價值47億9,200萬港元的工程合約，為到中環灣仔繞道工程在銅鑼灣避風塘海床興建一段長3百米的雙管隧道，並於維園道地底及維多利亞公園以北興建長150米的連接路段隧道。同年11月運輸及房屋局向立法會交通事務委員會提交文件建議，調高中環灣仔繞道及東區走廊連接路工程的核准預算費用80億港元。原因為於施工期間發現隧道的實際石層深度明顯地比較地質勘探時估算深，尤其是銅鑼灣避風塘段落，因而必要增加垂直隔牆及樁的長度，增加工程費用9億7千萬港元。此外部分工程細項預算費用比預期增加，包括隧道機電工程、建築物及通風構築物等，增幅約7億2千萬港元。2014年1月7日運輸及房屋局向立法會工務小組委員會申請追加撥款，工程預算造價由281億港元增加至逾360億港元。2015年位於銅鑼灣的警官會所開始拆卸，以配合中環灣仔繞道工程建設。
中環及灣仔繞道工程由2009年動工以來曾經發生多宗事故，其中有7宗較嚴重工業意外，釀成3死5傷。2015年有報章揭發工程項目承辦商曾多次非法把建築廢物傾倒入維多利亞港水域。2015年灣仔填海工程範圍亦發現疑似添馬艦殘骸令工程受阻。2016年5月中環灣仔繞道及沙田至中環綫工程在灣仔的地盤因全國人大委員長張德江訪港而停工4日。
由於沙中綫過海段需在銅鑼灣避風塘穿過中環及灣仔繞道，因此在興建中環及灣仔繞道時，一併興建相關路段，以減少填海次數。

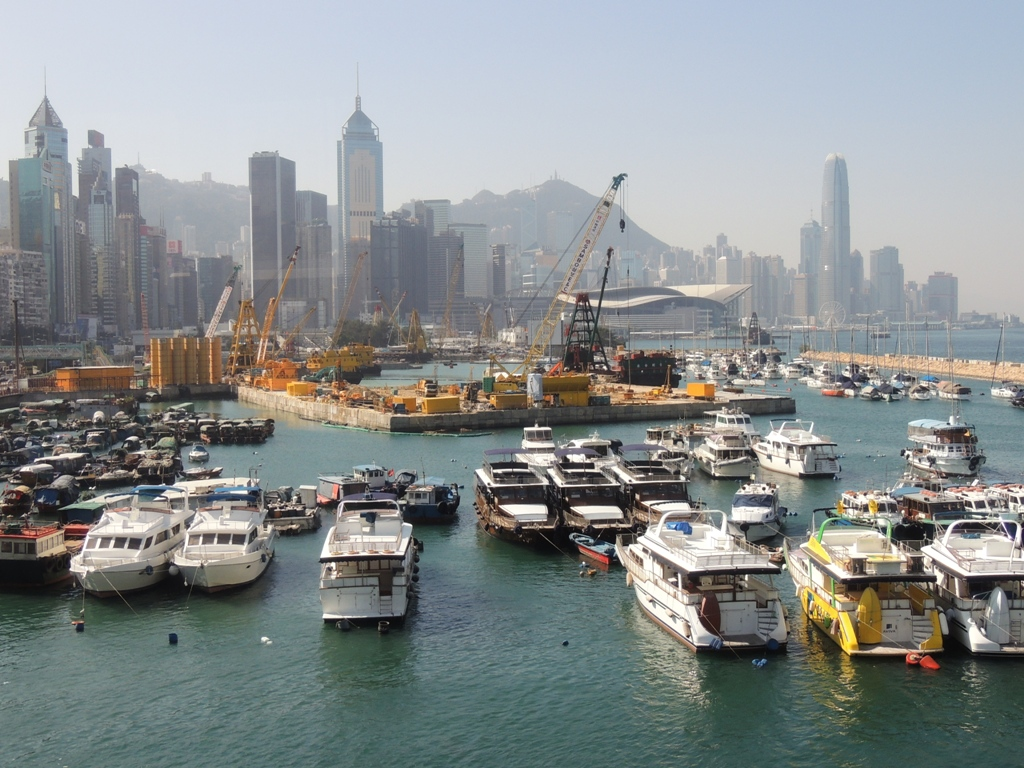
在銅鑼灣避風塘海床雙管隧道（2014年12月）
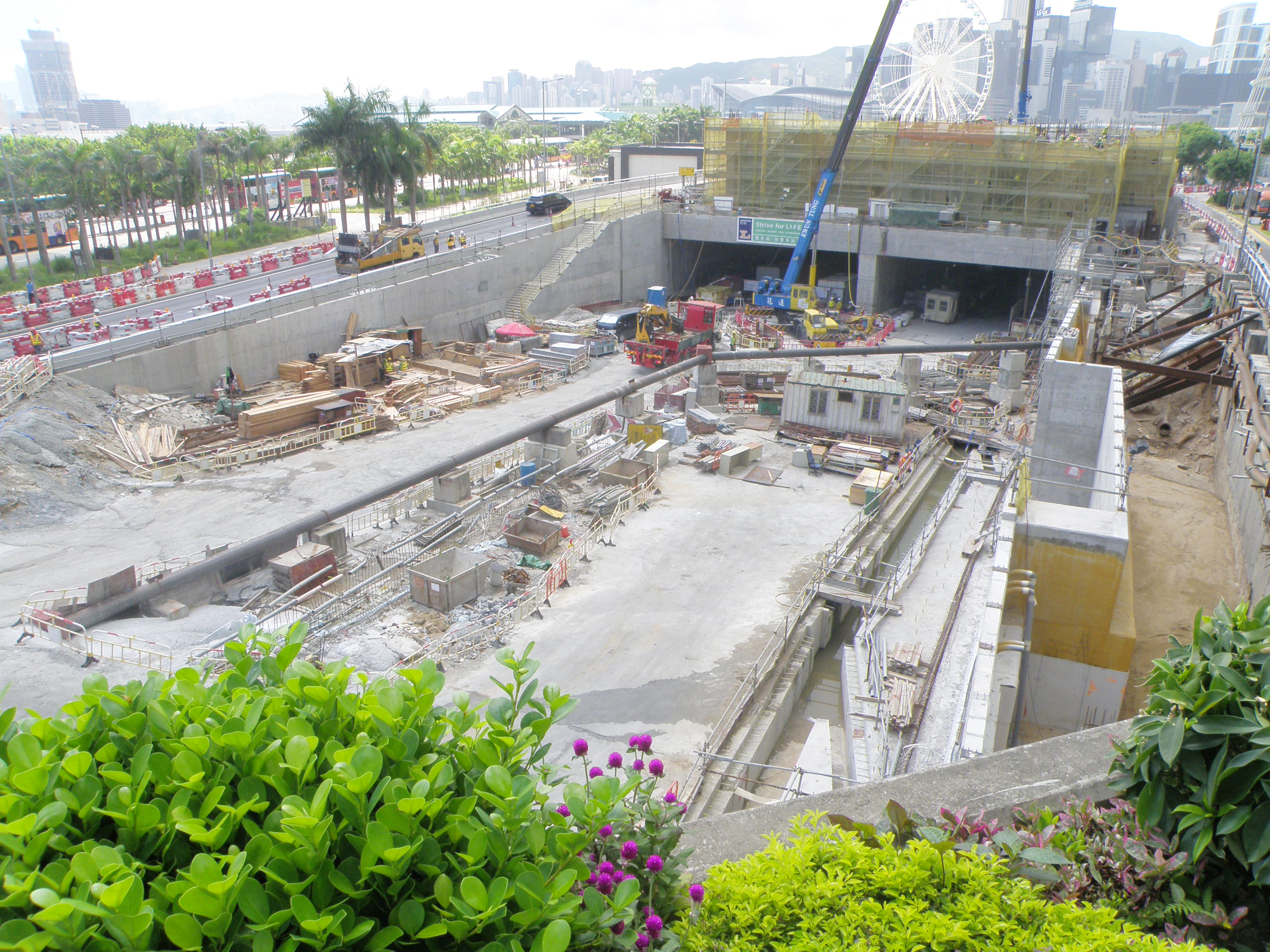
中環隧道出入口工程（2015年7月）
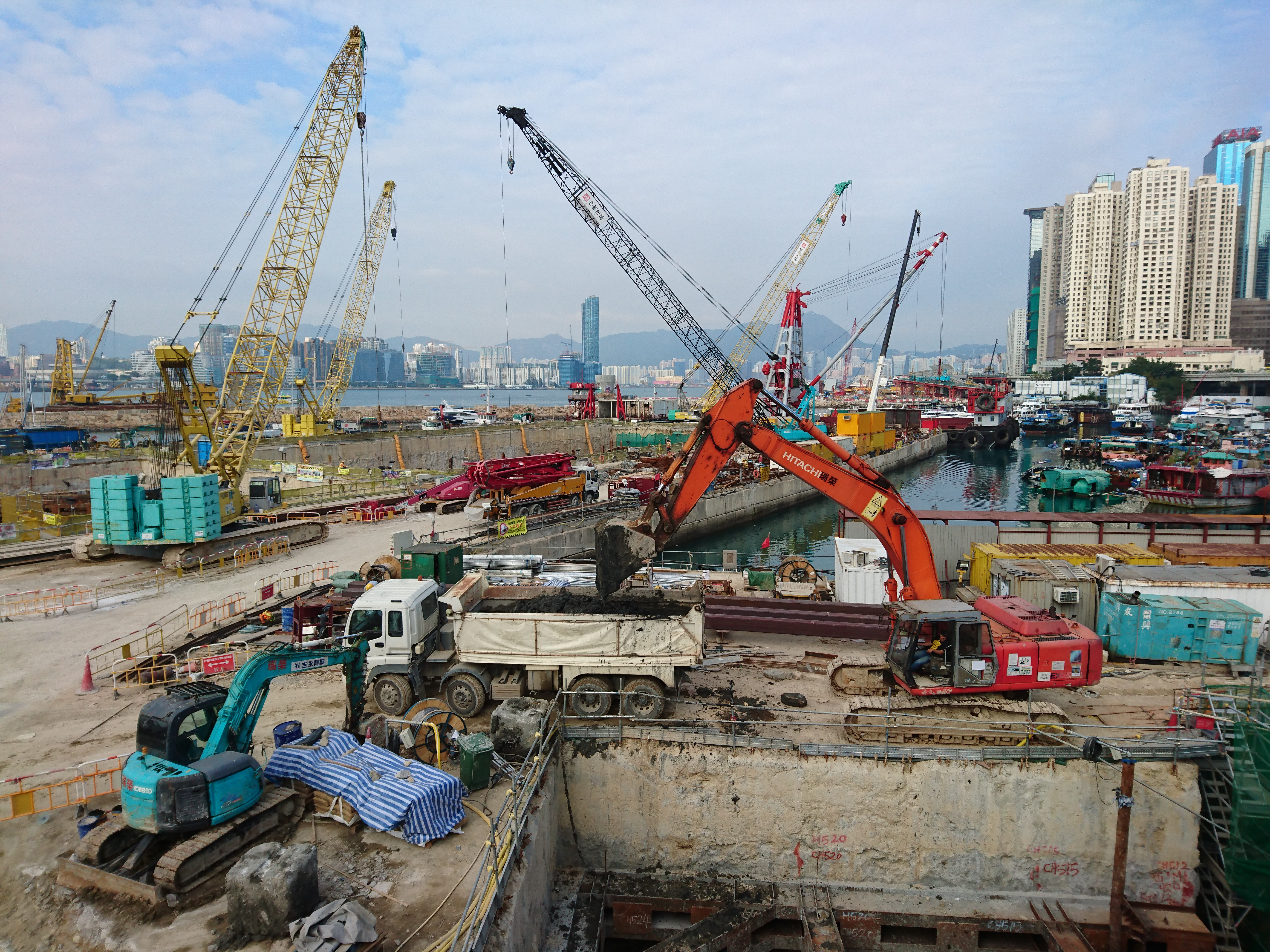
銅鑼灣工地（2015年12月）
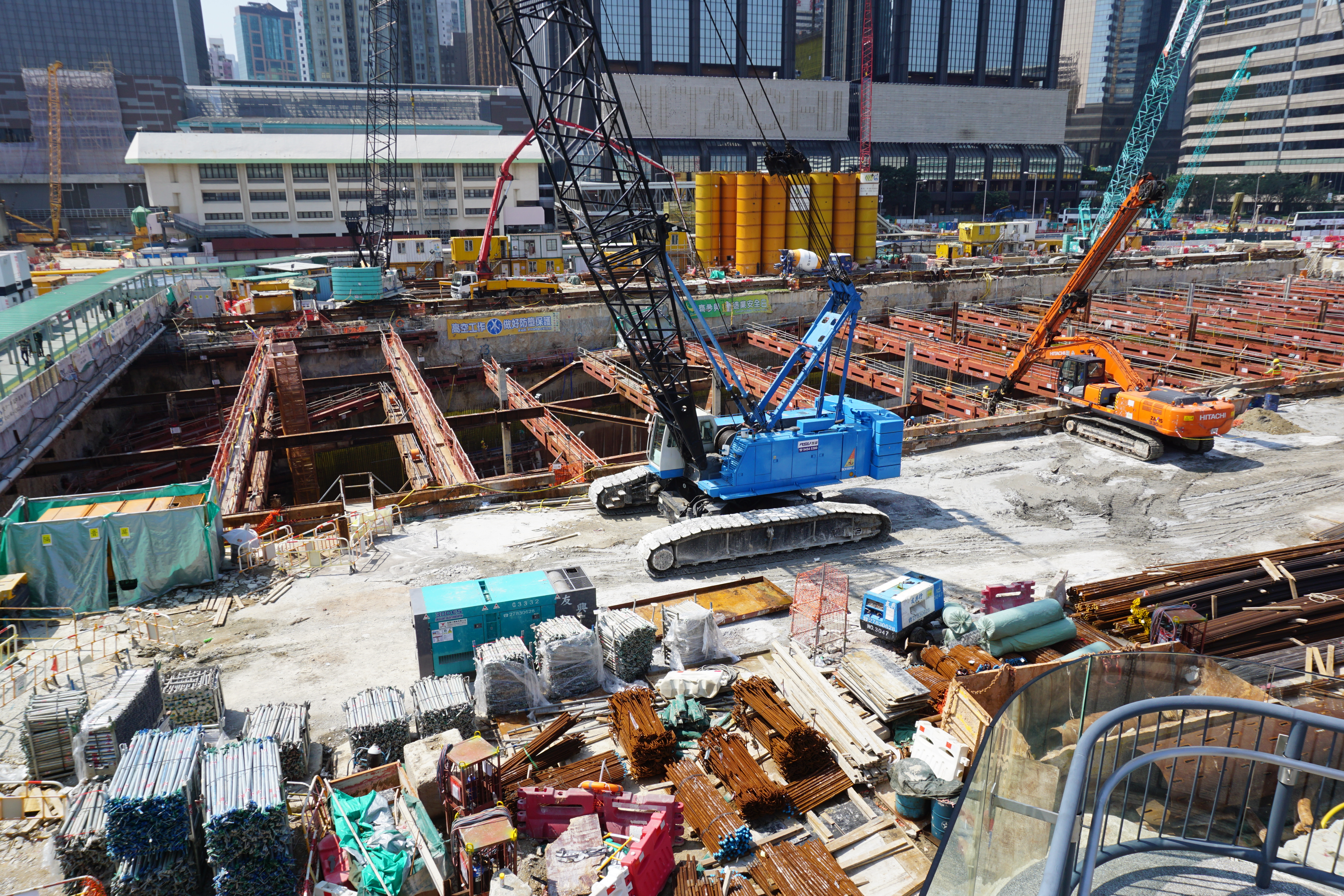
灣仔段工程（2017年4月）
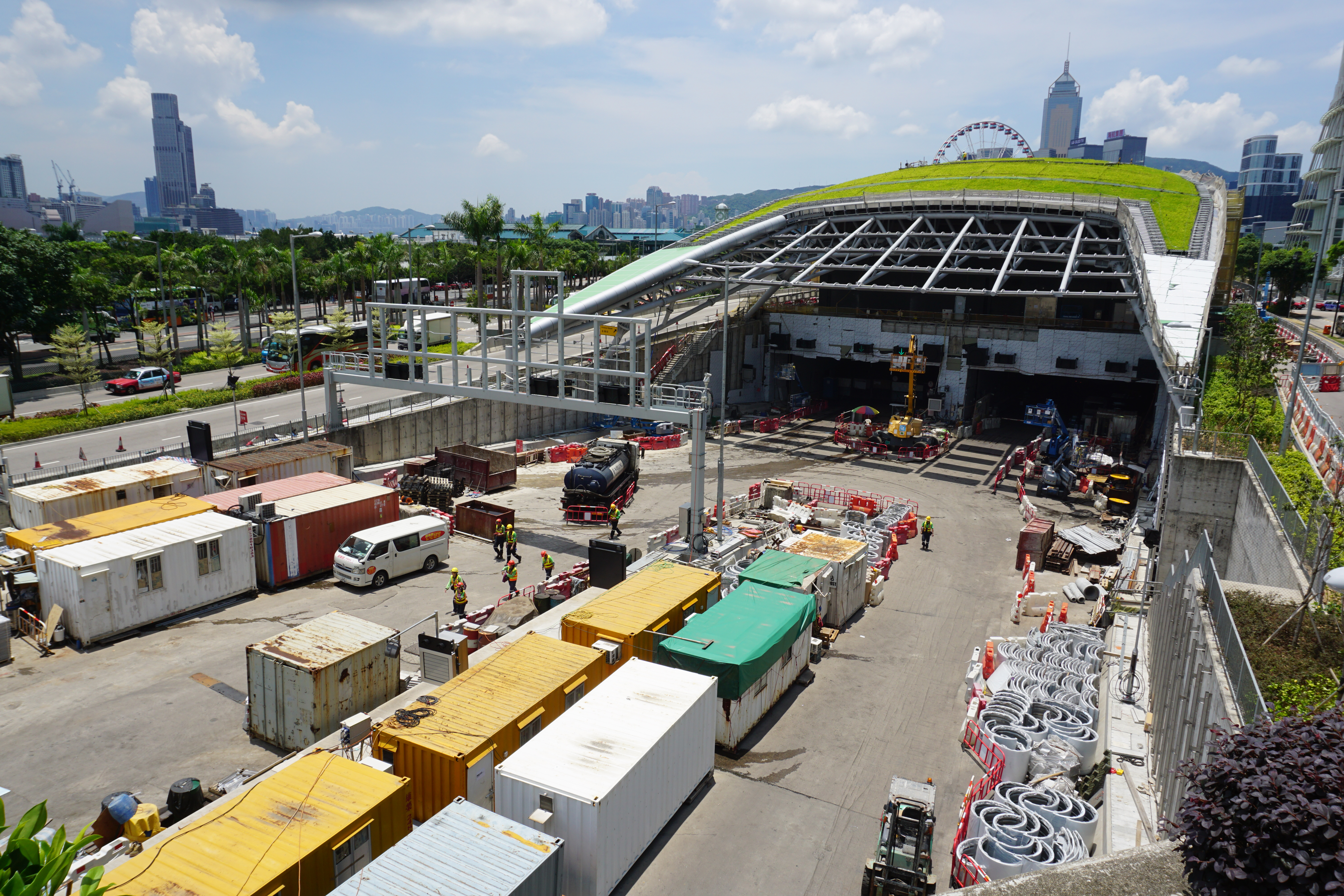
中環隧道出入口工程（2018年6月）
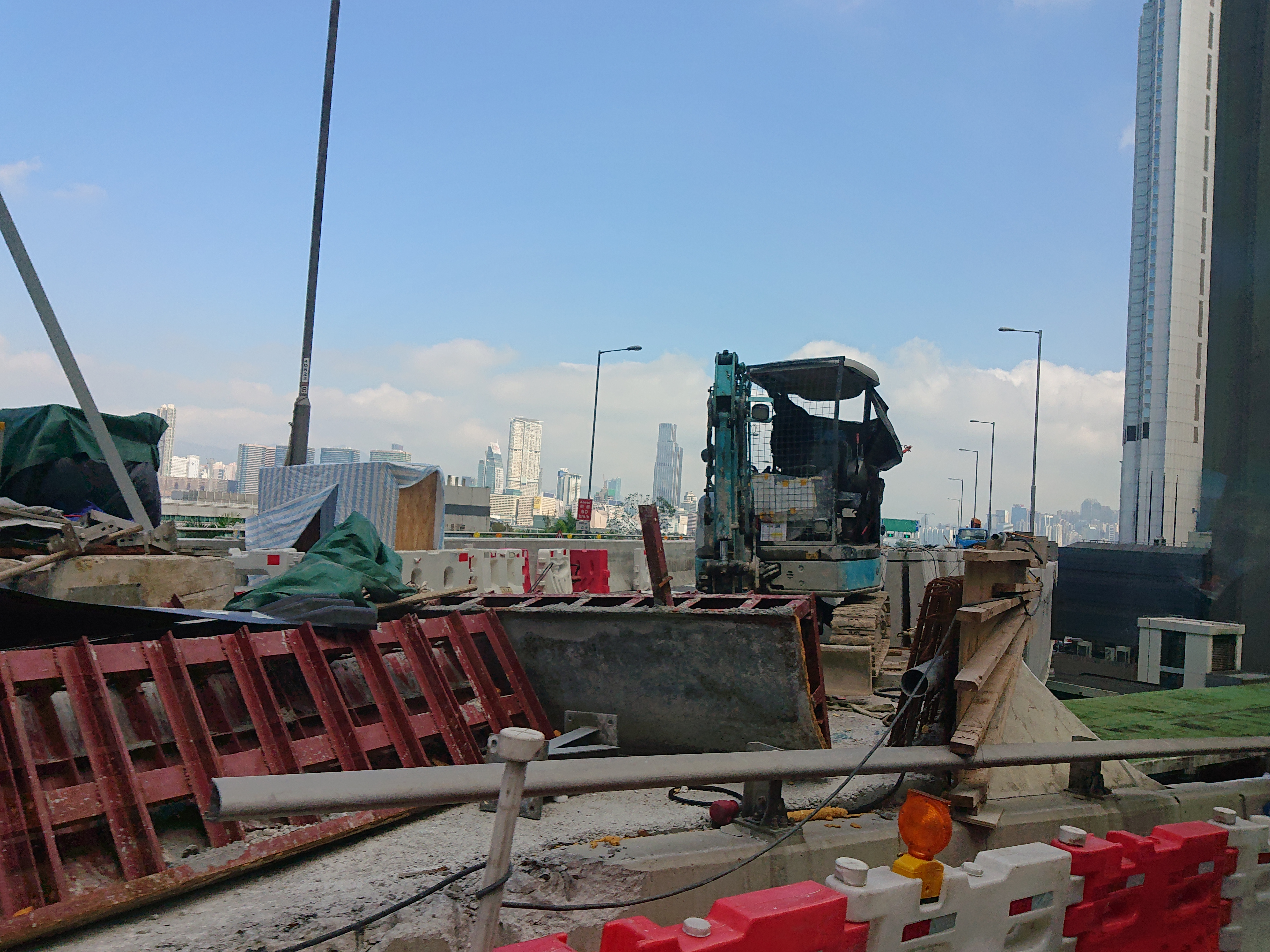
繞道接駁林士街天橋西行的位置（2018年12月）
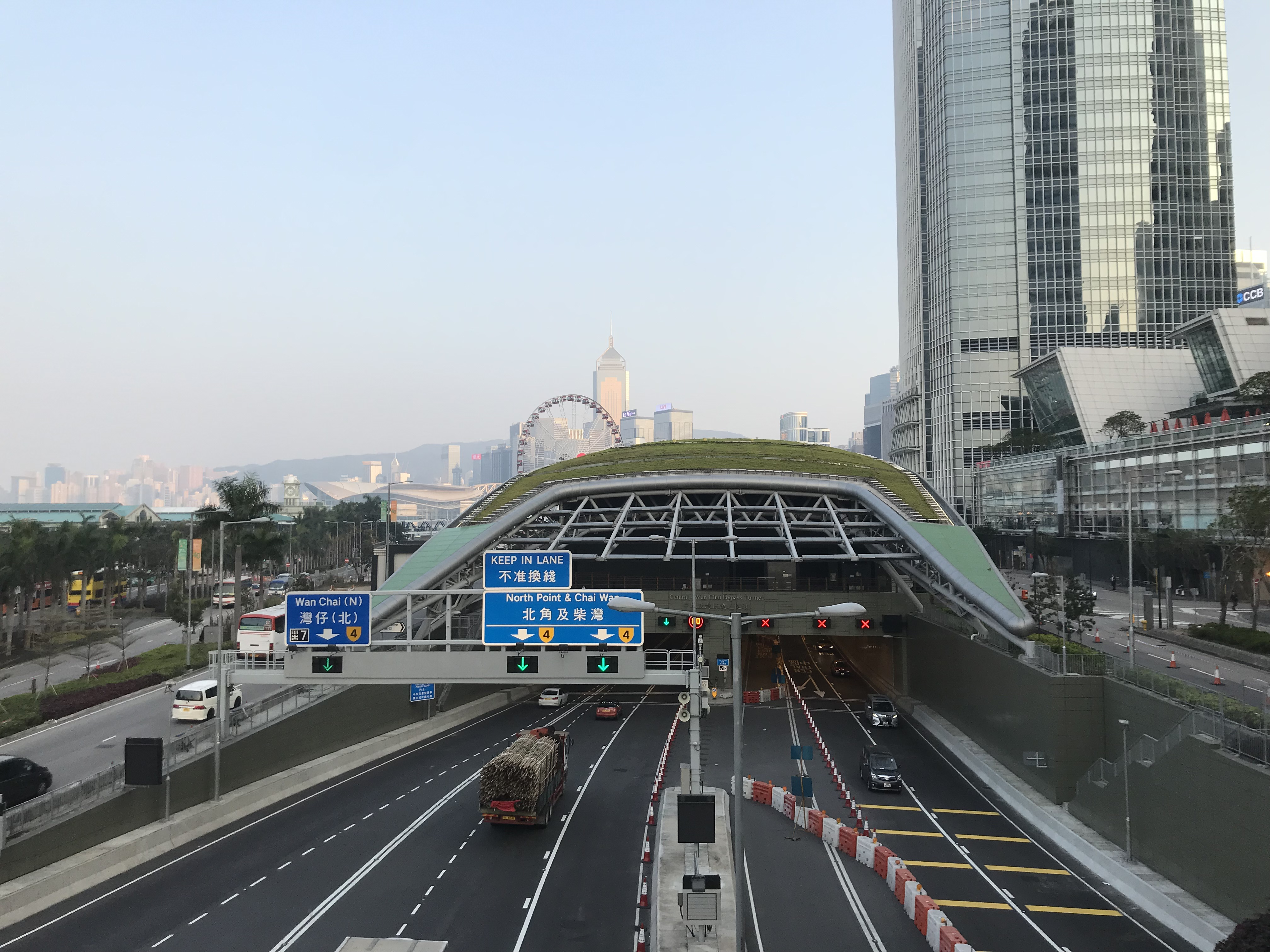
中環及灣仔繞道中環出入口於第一階段通車時的情況（2019年1月26日）

### 工程問題
隧道漏水
2018年12月媒體報道銅鑼灣避風塘海床下的隧道段，早在2014-15年興建期間已出現多處嚴重漏水的問題。而天花、牆身、石壆均有水漬。為解决問題，分判商需裝上飾板遮掩滲水情況。而部分牆身飾板在2017年已開始生銹問題，有工程人員擔心通車數年後隧道天花和牆身會塌下，危及駕駛者及乘客。路政署其後於中西區區議會中承認在巡查時發現輕微的銹漬，強調滲水情況已減少，並要求承建商清理，所有補漏費用由承建商負責，稱不會延誤通車日期。
不過通車前舉行的「公益金五十週年百萬行」步行活動，參觀的市民發現隧道多處有深淺不一的疑似水漬，而牆身及天花亦出現多道裂紋和鏽斑等痕跡。運輸及房屋局局長陳帆和路政署澄清天花並非水漬，有關紋理是防火塗層，並聲稱水下隧道一般會有輕微滲水情況，因為混凝土不是百分百防水，設計上已預計有關情況出現並安裝排水系統。
石屎不合格
2019年1月8日，《香港01》獲得由中國建築工程（香港）有限公司發給駐地盤工程公司AECOM部分石屎溫度的監測報告和回信。發現隧道內有超過100個監測位置，石屎在澆注和凝固時的溫度和溫差超標，位置主要集中在銅鑼灣避風塘旁、近紅隧入口西邊位置。AECOM曾多次向中國建築發信，要求加裝冷凝管等設施以控制溫度。路政署指發現問題後已要求承建商跟進，認為有關混凝土符合要求，不會對隧道的結構、保養及耐用程度有影響。
抽風系統故障
2019年4月9日，路政署公布承建商「禮頓聯營」在同年2月底在東通風大樓進行測試期間，發現空氣淨化系統的螺絲及扇葉出現損壞及鬆脫，決定為安全起見而關閉。而工程顧問公司AECOM於3月5日才通知路政署。但路政署得悉事件後延至逾一個月才公布事件。署方表示隧道內及東隧道口附近一帶空氣質素並無出現異常情況，已就事件向環保署提交報告。

## 使用情況

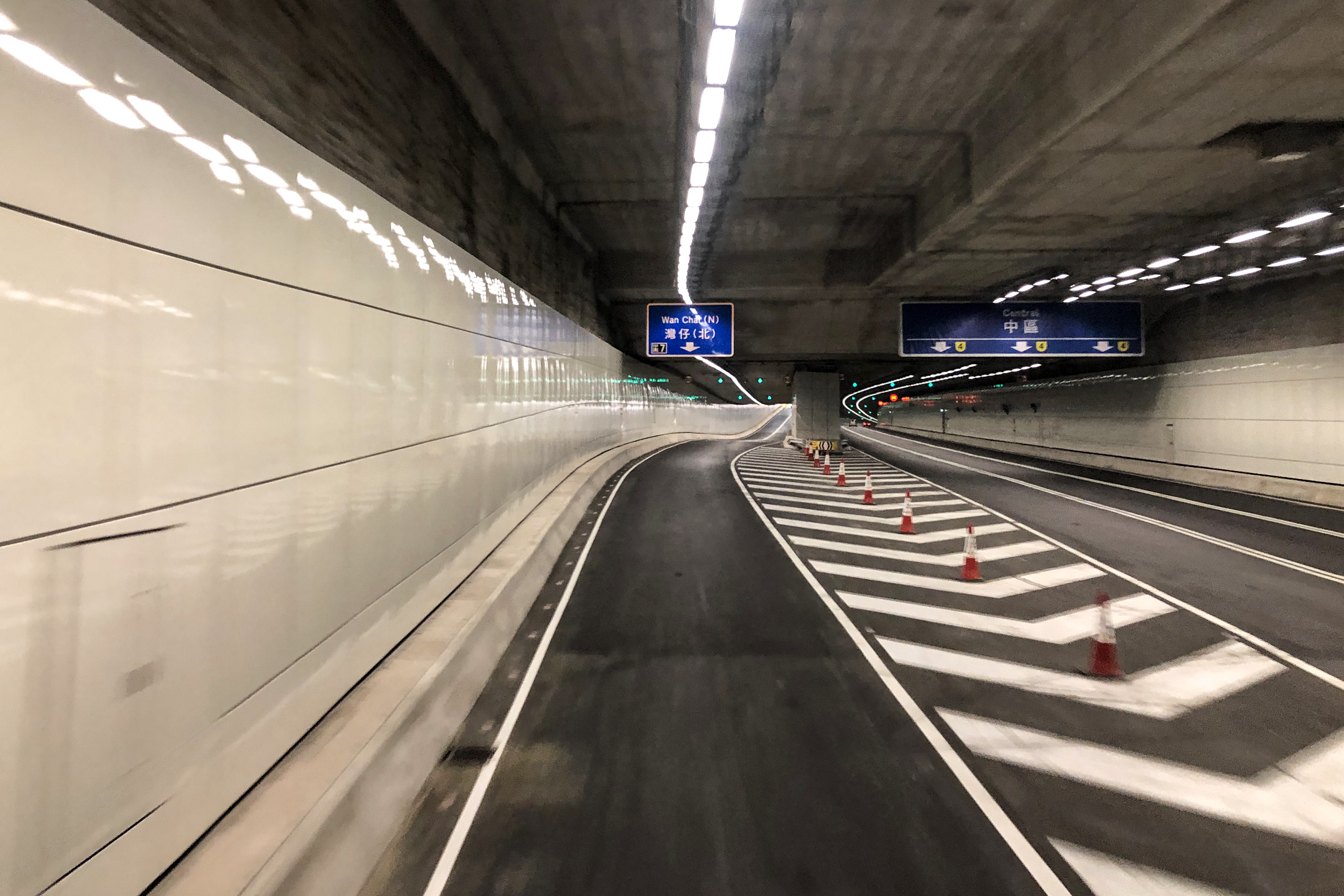
西行往灣仔（北）出口

繞道預計能紓緩現時告士打道、夏慤道及干諾道中走廊的交通擠塞情況，不過初時成效未如理想。在首日通車時雖然早上交通未算繁忙，但到下午4時近香港站出口的交通便出現擠塞，記者表示政府稱估計5分鐘可行完的路程，結果在隧道內塞車約半小時。到4點25分，運輸署公布駕駛人士可改行原有地面路綫前往西區或西區海底隧道。緊急事故交通協調中心正監察繞道的交通情況。到晚上9時，運輸署呼籲駕駛人士在周一上班繁忙時間應預早計劃行程，建議前往中西區及西隧的駕駛人士沿用原有道路，如告士打道、夏慤道及干諾道中等。但自從繞道出口於同年二月尾改為可直達林士街天橋，交易廣場對出的干諾道中不再成為瓶頸，情況已改善不少。
另一方面由於進入中環及灣仔繞道的路牌標示不清，而且切線緩衝區過短，部分司機疑未有選定行車線在隧道內切雙白線。有資深駕駛者批評繞道設計不善，提醒新手駕駛者要多加倍留神，小心選定合適行車線。
雖然使用中環及灣仔繞道來往東區和西區較快，但現時只有來往堅尼地城及筲箕灣的18X線東行全日取道整段繞道（西行則於灣仔北出口離開），其餘巴士線則以新界西往東區的繁時過海線為主。由於中區及上環為不少巴士路線的重大客源，取道全段繞道會繞過中環及金鐘一帶，因此巴士公司會採用較保守的路線，經灣仔北出口離開後前往中環。然而近年東隧和觀塘繞道的塞車情況惡化，不少駕駛者寧願以迂迴的方式取道中環及灣仔繞道經三號幹線及八號幹線前往新界東，反而免卻塞車之苦，巴士公司遂開辦數條途經繞道的西隧過海線，服務往來東區及沙田、荃灣、屯門、元朗及機場的乘客，目前907D、933、948E、960B、960X、968X、987及A12線更加途經全段繞道西行。
| 年份 | 雙程合計   | 平均每日 |
| ---- | ---------- | -------- |
| 2023 | 16,848,735 | 46,161   |
| 2022 | 15,269,987 | 41,836   |
| 2021 | 17,412,932 | 47,707   |
| 2020 | 15,563,492 | 42,523   |
| 2019 | 16,449,181 | 47,541   |

## 出口
| 中環及灣仔繞道                                                    | 中環及灣仔繞道 | 中環及灣仔繞道                                  |
| ----------------------------------------------------------------- | -------------- | ----------------------------------------------- |
| 西行                                                              | 出口編號       | 東行                                            |
| 連接東區走廊                                                      |                |                                                 |
| 中環及灣仔繞道起點                                                |                | 中環及灣仔繞道終點                              |
| 灣仔（北）、政府總部、立法會大樓、半山區及金鐘 龍和道、分域碼頭街 | 7              | 灣仔（北）及銅鑼灣 博覽道 （必須經過出口8前往） |
| 中區、機場快綫站、上環 民祥街、干諾道中                           | 8              | 出口設於林士街天橋                              |
| 中環及灣仔繞道終點                                                |                | 中環及灣仔繞道起點                              |
| 連接林士街天橋                                                    |                |                                                 |

## 外部連結
- 主要工程 - 中環灣仔繞道和東區走廊連接路（页面存档备份，存于），路政署
- 中環灣仔繞道和東區走廊連接路工程網站（页面存档备份，存于），路政署
- 進行中的工程 - 灣仔發展計劃第二期工程，土木工程拓展署
- 灣仔發展計劃第二期網頁（页面存档备份，存于），土木工程拓展署
- YouTube上的灣仔分域碼頭填海工程 - 兩年影像記錄
- YouTube上的灣仔分域碼頭填海工程 - 半潛船安裝大型預製件
- 中環灣仔繞道和東區走廊連接路工程（页面存档备份，存于），YouTube播放清單
- YouTube上的中環及灣仔繞道使用小貼士（粵語）
- 香港巴士大典上的相关条目：中環及灣仔繞道
- 香港道路大典上的相关条目：中環及灣仔繞道

| 论 编                                                 | 香港4號幹線 |  |
|                                                       |             |  |
| 東區走廊 – 中環及灣仔繞道 – 林士街天橋 – 干諾道西天橋 |             |  |
|                                                       |             |  |

| 先前 東區走廊 | 香港4號幹線 中環及灣仔繞道 | 其後 林士街天橋 |